# Bjarnat Krawc

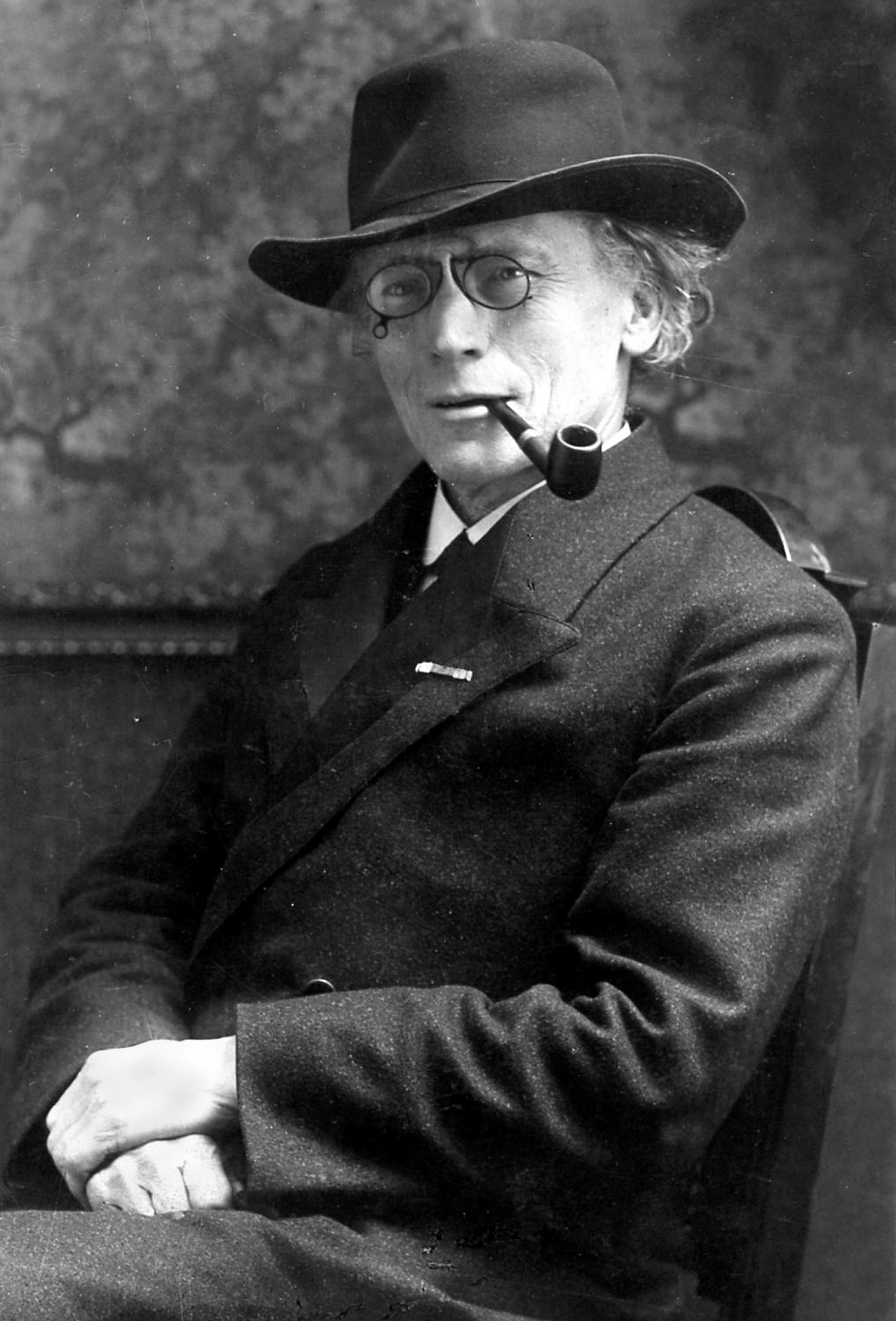
Bjarnat Krawc (1922)

Bjarnat Krawc, deutsch Bernhard Schneider, geläufig auch die Verdoppelung des Nachnamens als Krawc-Schneider oder Schneider-Krawc, (* 5. Februar 1861 in Milstrich, sorb. Jitro, Kr. Kamenz; † 25. November 1948 in Varnsdorf, Tschechoslowakei) war ein sorbischer Komponist, Chordirigent, Musikpädagoge, Herausgeber von Musikliteratur und Ehrenbürger von Varnsdorf.

## Leben

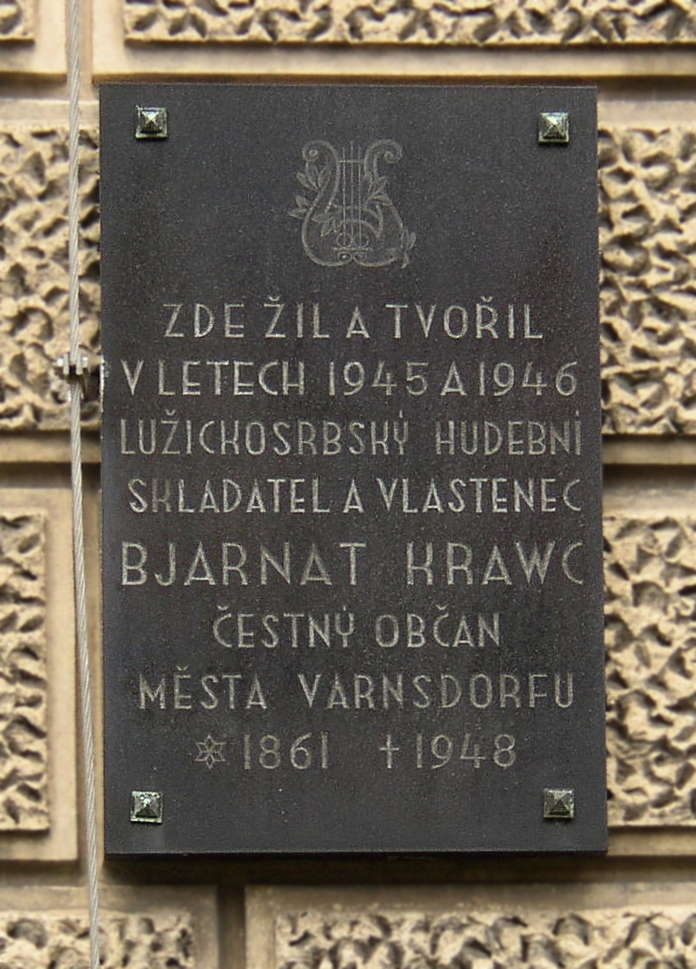
Gedenktafel an seinem Wohnhaus in Varnsdorf

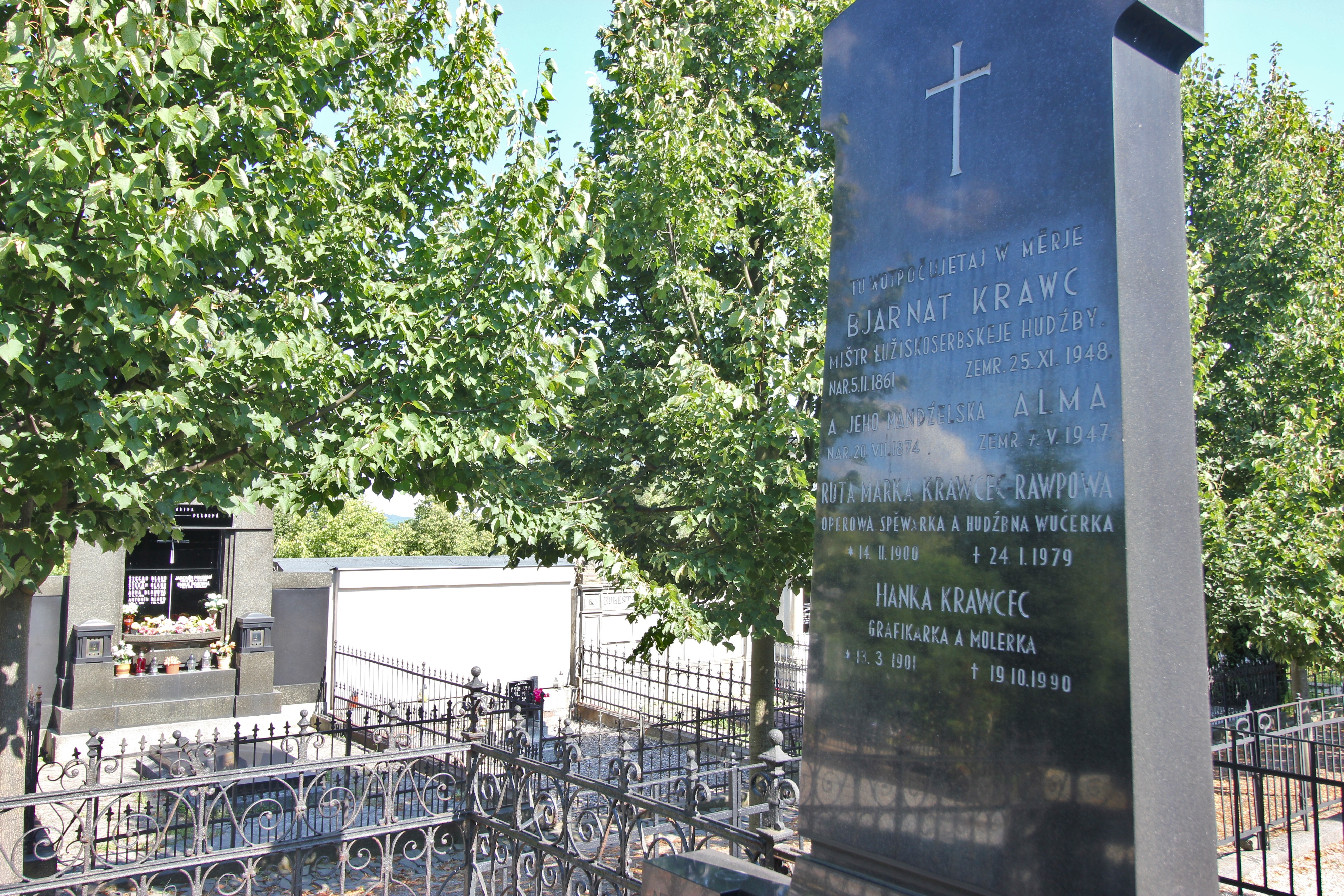
Familiengrab auf dem Varnsdorfer Friedhof

Krawc legte 1882 sein Examen am Bautzener Lehrerseminar ab, wechselte jedoch nach kurzer Berufstätigkeit als Lehrer 1883 nach Dresden, wo er am Königlich Sächsischen Konservatorium bei Felix Draeseke Komposition studierte. Er war Leiter verschiedener Chöre in Dresden. 1918 wurde Krawc zum Königlich-Sächsischen Musikdirektor ernannt. 1922 gründete er den Verband sorbischer Gesangvereine. 1926/28 war er Redakteur der ersten sorbischen Musikzeitung. Die Gründung eines Sorbischen Sinfonieorchesters, um die sich Krawc bemühte, kam aus finanziellen Gründen nicht zustande. 1931 wurde er zum Mitglied der Tschechischen Akademie der Wissenschaft in Prag ernannt. Die Nationalsozialisten untersagten die Aufführung seiner Werke, Krawc war ab 1937 verschiedenen Repressalien ausgesetzt. Er starb in Varnsdorf, einer tschechischen Kleinstadt an der Grenze zur Oberlausitz, die ihm zuvor die Ehrenbürgerwürde verliehen hatte. Das Familiengrab befindet sich auf dem dortigen Stadtfriedhof.
Seine Tochter Hanka Krawcec (Hannah Schneider, 1901–1990) schuf den Entwurf für das Symbol der Domowina.

## Werke (Auswahl)

### Instrumentalmusik
- „Ze serbskeje zemje“ (Aus dem sorbischen Lande), Suite, 1894
- „Dopomnjeća raj“ (Erinnerung), Sinfonisches Intermezzo, 1925
- Drei sorbische Tänze, 1931/34
- Sechs sorbische Tänze, 1931/34

### Kammermusik
- Streichquartett in c-Moll, 1893
- Sorbische Rhapsodie für Violine und Klavier, 1921
- Miniaturen für Violine und Klavier, 1929
- Burleska für Violoncello und Klavier, 1933
- Kleine Kammerseptette, 1933
- „Ze serbskeje hole“ (Aus der sorbischen Heide), 14 Stücke für Streichquartett, 1934

### Klaviermusik
- „Ze serbskich honow“ (Aus wendischen Gauen), 8 Klavierstücke, 1899
- 10 Klavierstücke, 1940

### Vokalmusik
- „Syrotka“ (Die Waise), Kantate, 1901
- Missa solemnis für gemischten Chor und Orgelbegleitung, 1932
- „Wójna a měr“ (Krieg und Frieden), Oratorium, 1942/44
- 33 Wendische Volkslieder für eine Singstimme und Klavier op. 52
- „Gaž wětšyk dujo“ (An den Wind, Frühlingslied) nach Worten von Mina Witkojc, Chor a cappella

### Als Herausgeber
- „Heimatstimmen“ – Allgemeines Chorgesangbuch, 1903
- „Naše spěwy“ – Sorbisches Schulgesangbuch 1930/31 (mit M. Nawka)